# Shitouzui (köpinghuvudort i Kina, Hubei Sheng, lat 30,99, long 115,75)
Shitouzui (kinesiska: 石头咀) är en köpinghuvudort i Kina. Den ligger i provinsen Hubei, i den centrala delen av landet, omkring 150 kilometer öster om provinshuvudstaden Wuhan. Antalet invånare är 32 412. Befolkningen består av 15 731 kvinnor och 16 681 män. Barn under 15 år utgör 13,0 %, vuxna 15-64 år 74 %, och äldre över 65 år 11,0 %.
Runt Shitouzui är det ganska tätbefolkat, med 160 invånare per kvadratkilometer. Närmaste större samhälle är Yangliuwan, 19,1 km söder om Shitouzui. I omgivningarna runt Shitouzui växer i huvudsak blandskog.
Genomsnittlig årsnederbörd är 1 917 millimeter. Den regnigaste månaden är juli, med i genomsnitt 301 mm nederbörd, och den torraste är december, med 52 mm nederbörd.